# Diskografie
Diskografie je seznam nahrávek určitého interpreta, které byly vydány na gramofonových deskách nebo jiných hudebních nosičích. Seznam je obvykle seřazený podle určitého klíče a doplněný dalšími informacemi.
Obvykle se uvádí:
- název hudebního souboru
- obsazení hudebního souboru
- datum nahrávky nebo datum vydání
- název skladby
- jméno autora skladby
- vydavatel, název společnosti